# Rolando Jiménez
Rolando Paul Jiménez Pérez (Renca, 18 de abril de 1960) es un activista LGBT chileno, integrante del Movimiento de Integración y Liberación Homosexual (Movilh).

## Biografía
Nació en Renca en 1960, perdiendo contacto con sus progenitores a temprana edad: su padre se suicidó cuando tenía siete años, y a los nueve su madre lo envió a vivir con su abuela en Angol. Abandonó los estudios cuando cursaba segundo medio a los 16 años y retornó a Santiago de Chile.
En 1976, en plena dictadura militar, Rolando Jiménez comenzó a militar en las Juventudes Comunistas de Chile en la sección de la comuna de Recoleta. Entre 1976 y 1979 fue responsable de la Zona Norte de la Unión de Jóvenes Democráticos del MAPU Obrero Campesino y hasta 1982 fue dirigente poblacional de la Zona Norte de la Región Metropolitana.
En 1983 Jiménez fue nombrado vocero de la Coordinadora Metropolitana de Pobladores del Partido Comunista (PC); producto de su militancia y su participación en las protestas contra la dictadura, fue relegado dos veces: primero a Melinka entre el 6 de diciembre de 1984 y el 6 de marzo de 1985 —luego de haber sido detenido el 4 de diciembre cuando acompañaba a un grupo de manifestantes, cuyos padres se encontraban relegados en Pisagua, que ingresaban a un local de la Unicef— y después a Cañitas, una localidad ubicada entre Puerto Varas y Puerto Montt. En 1988 renunció al PC luego que existieran presiones para deponer su candidatura a la Secretaría Regional Metropolitana del organismo debido al rechazo que generaría en la sociedad de la época su homosexualidad.
En 1991 fue uno de los fundadores del Movimiento de Liberación Homosexual (Movilh), del cual fue expulsado en 1995 luego de una serie de controversias con la institución, entre ellas un reportaje del diario La Nación que denunciaba machismo y discriminación al interior del movimiento, y la participación como representante del Movilh en la conferencia anual de la Asociación Internacional de Gais y Lesbianas (ILGA) —realizada en Nueva York en 1994— donde se discutía la expulsión de la agrupación NAMBLA, en la cual el Movilh acordó abstenerse, sin embargo Jiménez votó a favor de su permanencia, desoyendo la decisión del organismo.
Una vez fuera del Movilh histórico, Jiménez fundó en 1997 el Centro de Investigación Multidisciplinario en Sexualidad (Cimusex), el cual a fines de 1999 derivaría en la creación del Movimiento de Integración y Liberación Homosexual —añadiendo la palabra "Integración" a la denominación que poseía el Movilh histórico— que hizo suya la historia de la agrupación anterior, la cual se había fusionado con otras organizaciones en 1998 para crear el Movimiento Unificado de Minorías Sexuales (MUMS). Asumió como presidente en 2005. En 2008 fue elegido director de la Asociación Chilena de Organismos No Gubernamentales ACCIÓN. Es también coordinador en Chile de la Red de Minorías Sexuales del Mercosur y de la Federación Chilena de la Diversidad Sexual (FEDISECh), además de integrar la Red de Libertades Laicas y la Red contra el Abuso de Poder.
Se ha desempeñado también como profesor de la cátedra "Orientación Sexual y Homosexualidad" del diplomado "Sexualidad Humana", organizado por el Centro de Estudios del Cambio y el Centro de Estudios de la Sexualidad-Chile.
En su juventud fue militante comunista. En 2004 se postuló como candidato independiente —apoyado por el PPD— a concejal por Santiago, pero no resultó elegido. En 2013 se inscribió como militante del Partido Progresista (PRO), y en 2013 fue candidato a diputado por el distrito 17, que agrupa a las comunas de Conchalí, Huechuraba y Renca, elecciones que perdió.
El 5 de marzo de 2019 renunció al Movilh aduciendo razones personales, sin embargo al día siguiente se anunció que Jiménez revirtió su decisión. El mismo año fue diagnosticado con la enfermedad de Parkinson.

## Historial electoral

### Elecciones municipales de 2004
- Elecciones municipales de 2004, Santiago[18]

(Se consideran sólo candidatos con sobre el 1% de votos y candidatos electos como concejales, de un total de 20 candidatos)
| Candidato                 | Pacto              | Partido  | Votos  | %     | Resultado                                    |
| ------------------------- | ------------------ | -------- | ------ | ----- | -------------------------------------------- |
| María Estela León Ruíz    | Alianza por Chile  | UDI      | 43 249 | 41,37 | Concejala                                    |
| Ximena Lyon Parot         | Concertación       | PDC      | 19 780 | 18,92 | Concejala                                    |
| Jaime Tohá Lavanderos     | Concertación       | Ind. PS  | 7794   | 7,45  | Concejal (Renunció al cargo)                 |
| Leonardo Véliz Díaz       | Concertación       | Ind. PPD | 5997   | 5,74  | Concejal                                     |
| Ismael Calderón Larach    | Concertación       | PS       | 5236   | 5,01  | Concejal (Asume tras renuncia de Jaime Tohá) |
| Claudia Pascual Grau      | Juntos Podemos Más | PC       | 3344   | 3,20  |                                              |
| Miriam Señoret Soto       | Concertación       | PRSD     | 2633   | 2,52  |                                              |
| Álvaro Undurraga Julio    | Alianza por Chile  | RN       | 2229   | 2,13  | Concejal                                     |
| Gerardo Guzmán Torres     | Concertación       | PDC      | 2030   | 1,94  | Concejal                                     |
| Rolando Jiménez Pérez     | Concertación       | Ind. PPD | 2030   | 1,94  |                                              |
| Felipe Alessandri Vergara | Alianza por Chile  | RN       | 1993   | 1,91  | Concejal                                     |
| Claudio Flores Aqueveque  | Concertación       | PDC      | 1623   | 1,55  |                                              |
| Hernán Bustos Rodríguez   | Juntos Podemos Más | PH       | 1407   | 1,35  |                                              |
| Juan Jorge Lazo Rodríguez | Alianza por Chile  | UDI      | 1072   | 1,03  | Concejal                                     |

### Elecciones parlamentarias de 2013
- Elecciones parlamentarias de 2013 a Diputado por el distrito 17 (Conchalí, Huechuraba y Renca)[19]

| Candidato                    | Pacto                          | Partido | Votos  | %     | Resultado |
| ---------------------------- | ------------------------------ | ------- | ------ | ----- | --------- |
| Karla Rubilar Barahona       | Alianza                        | RN      | 35 066 | 27,18 | Diputada  |
| Daniel Farcas Guendelman     | Nueva Mayoría                  | PPD     | 32 296 | 25,04 | Diputado  |
| José Burmeister Lobato       | Nueva Mayoría                  | PDC     | 23 747 | 18,41 |           |
| Pablo Jofré Rivano           | Independiente (Fuera de pacto) | IND     | 7576   | 5,87  |           |
| Rolando Jiménez Pérez        | Si tú quieres, Chile cambia    | PRO     | 6022   | 4,66  |           |
| Caroll Cuellar Godoy         | Si tú quieres, Chile cambia    | PRO     | 6012   | 4,66  |           |
| Rubén Carvacho Sáez          | Alianza                        | UDI     | 5683   | 4,40  |           |
| Jorge Rosales Vargas         | Nueva Constitución para Chile  | PI      | 3963   | 3,07  |           |
| Marcelo Castillo Duvauchelle | Partido Humanista              | PH      | 3066   | 2,37  |           |
| Luis Urzúa Arredondo         | Partido Humanista              | PH      | 2966   | 2,29  |           |
| Andrés Sepúlveda Rojas       | Nueva Constitución para Chile  | ILH     | 2571   | 1,99  |           |

### Elecciones municipales de 2016
- Elecciones municipales de 2016, para la alcaldía de Conchalí.[20]

| Candidato               | Pacto                          | Partido | Votos | %    | Resultado |
| ----------------------- | ------------------------------ | ------- | ----- | ---- | --------- |
| René de la Vega Fuentes | Independiente                  | Ind.    | 8484  | 28,6 | Alcalde   |
| Marcela Rosales Belmar  | Nueva Mayoría                  | PS      | 8362  | 28,2 |           |
| Loreto Seguel King      | Chile Vamos                    | Ind.    | 7174  | 24,2 |           |
| Esteban Alvear Alvear   | Partido Ecologista y Ciudadano | PEV     | 2093  | 7,1  |           |
| Gustavo Vergara Rojas   | Independiente                  | Ind.    | 1675  | 5,7  |           |
| Lorenzo Molina Ramírez  | Independiente                  | Ind.    | 1032  | 3,5  |           |
| Rolando Jiménez Pérez   | Yo Marco por el Cambio         | PRO     | 824   | 2,8  |           |